# Iodopepla purpuripennis
Iodopepla purpuripennis är en fjärilsart som beskrevs av Augustus Radcliffe Grote 1874. Iodopepla purpuripennis ingår i släktet Iodopepla och familjen nattflyn. Inga underarter finns listade i Catalogue of Life.